# کوه ساسائونه
کوه ساسائونه (به ژاپنی: 笹尾根山) یکی از کوه‌های منطقه تامای توکیو در ژاپن است و در مرز سه استان توکیو، استان یاماناشی و استان کاناگاوا قرار دارد. این کوه ۱۰۹۸ متر ارتفاع دارد و یکی از کوه‌های اوکوتاما محسوب می‌شود. به خاطر شیب کم مسیر کوهنوردی در کوه ساسااونه نسبتاً راحت است. تعداد کوهنوردان در این مسیر بسیار کم و نادر است.

## دسترسی به کوه
ابتدا باید با استفاده از قطارهای جی‌آر، به ایستگاه موساشی ایتسوکاایچی «武蔵五日 市駅 Musashi-Itsukaichi» رسید. سپس از آنجا برای رسیدن به نقطه شروع مسیر در ایستگاه اتوبوس کامیگاوانوری «上川乗バス亭» می‌توان از اتوبوس‌های نیشی توکیوباس (به انگلیسی: Nishi Tokyo Bus Co. ,Ltd) استفاده کرد. راه بازگشت به ایستگاه ناکانودائیرا «中ノ平バス亭» ختم می‌شود. این مسیر در حدود ۱۴٫۵ کیلومتر است و طی کردن آن ۶ ساعت و نیم بطول می‌انجامد.

## کوه‌های تیغهٔ ساسائونه
- کوه میتو (۱٬۵۳۱m)
- کوه شوتو (۹۹۰m)
- کوه جینبا (۸۵۷m)
- کوه کاگه نوبو (۷۲۷m)
- کوه کوبوتوکه شیرویاما (۶۷۰m)
- کوه تاکائو (۵۹۹m)